# U-2511
U-2511 – niemiecki okręt podwodny (U-Boot) typu XXI z okresu II wojny światowej. Okręt wszedł do służby w 1944; był jedynym okrętem tego typu, który uzyskał status operacyjny i wypłynął na patrol bojowy celem zwalczania alianckiej żeglugi.
Dzięki bardzo dużej pojemności akumulatorów, nowej opływowej linii kadłuba – pozbawionego występów oraz działa, jednostka była jednym z pierwszych okrętów podwodnych w historii zdolnych do rozwijania pod wodą prędkości większej niż na powierzchni. Te same cechy umożliwiały jej znacznie dłuższe niż dotąd pływanie podwodne.

## Historia
U-2511 był pierwszą jednostką typu XXI, która uzyskała status operacyjny. 18 marca 1945 roku pod dowództwem Korvettenkapitäna (odpowiednik komandora podporucznika) Adalberta Schnee, U-2511 wypłynął z Kilonii w drogę do Norwegii celem finalnego przygotowania do patrolu bojowego, na trasie linii żeglugowej tankowców na Morzu Karaibskim. Po przybyciu do Bergen w Norwegii, załoga okrętu musiała jednak usunąć problemy z peryskopem, silnikami Diesla oraz naprawić niewielkie uszkodzenia odniesione podczas testów głębokiego zanurzenia przeprowadzonych w drodze do Bergen. U-Boot wypłynął na patrol bojowy 30 kwietnia 1945 roku, jednakże niemal natychmiast go przerwał i zawrócił do Bergen z powodu ponownej awarii peryskopu. Po szybkiej naprawie 3 maja ponownie wyruszył w rejs bojowy. 4 maja 1945 roku  U-2511, znajdujący się w drodze na Karaiby, otrzymał od admirała Dönitza rozkaz przerwania operacji, złożenia broni i powrotu do portu. Okręt powrócił do Bergen 5 maja 1945 roku.
Według relacji admirała Dönitza, dowódca U-2511 Adalbert Schnee tak wspominał ów rejs:

Pierwszy kontakt z wrogiem był na Morzu Północnym, to była nieprzyjacielska grupa poszukiwawczo-uderzeniowa. Było oczywiste, że z najwyższą podwodną prędkością okręt powinien uniknąć szkód z rąk tej grupy. Po niewielkiej zmianie kursu o 30°, z łatwością uniknąłem spotkania z nią. Kiedy 4 maja otrzymałem rozkaz przerwania ognia, zawróciłem do Bergen. Kilka godzin później uzyskałem kontakt z brytyjskim krążownikiem oraz kilkoma niszczycielami. Wykonałem pozorowany atak podwodny i kompletnie bezpieczny wynurzyłem się ok. 500 jardów (457 metrów) od krążownika. Jak odkryłem później podczas rozmowy w trakcie przesłuchania przez Brytyjczyków w Bergen, moja ostatnia akcja została kompletnie niezauważona.

W czerwcu 1945 został przebazowany z Bergen do Lisahally w Irlandii Północnej. 7 stycznia 1946 w ramach operacji Deadlight U-2511 został wyprowadzony w morze i zatopiony ogniem artyleryjskim. Wrak leży na głębokości 69 metrów.